# Paratritania alternans
Paratritania alternans is een keversoort uit de familie boktorren (Cerambycidae). De wetenschappelijke naam van de soort is voor het eerst geldig gepubliceerd in 1920 door Aurivillius.